# Lorenzo Sabatini
Lorenzo Sabatini, či Sabbatini, zvaný také Lorenzino da Bologna (asi 1530 Bologna; 2. srpna 1576 Řím) byl italský malíř renesančního manýrismu, činný ve Florencii, Boloni a ve Vatikánu.

## Život a dílo
Studoval malbu u Prospera Fontany, jeho styl ovlivnili také Giorgio Vasari a Parmigianino. Jeho prvním dílem z roku 1558 byla freska Zlatá brána (Porta aurea) v kostele sv. Martina v Boloni. Ve Florencii maloval v roce 1566 pro manželku Františka Medicejského v Palazzo Vecchio.
V roce 1570 namaloval se svým žákem Denisem Calvaertem pro baziliku sv. Jakuba v Boloni (Basilica di San Giacomo Maggiore) ikonograficky výrazný manýristický obraz Svatá rodina s Janem Křtitelem a archandělem Michaelem. Hlavní postavou je archanděl Michael, který pravou nohou šlape na hlavu ďáblovi (držícímu vidle), levou nohou stojí na ďáblově hrudníku a současně předkládá Ježíškovi váhy hříchů se dvěma lidskými dušemi. Ježíšek pochopitelně sahá po lehčí duši ctnostné, zatímco ztmavlá duše hříšná táhne misku vah dolů.
Od roku 1573 pracoval v Římě, především ve Vatikánu pro papeže Řehoře XIII. Maloval fresky v Papežském paláci, a to Triumf víry nad hříchem v Sále králů (Sala Regia) a v kapli Paolina.